# Саїн Муратбеков
Саїн Муратбеков (15 жовтня 1936, аул Конур, Капальський район, Талдикорганська область, Казахська РСР, СРСР — 13 березня 2007, Алмати, Казахстан) — радянський казахський письменник, журналіст. Лауреат літературної премії ім. М. Ауезова (1990), лауреат Державної премії Республіки Казахстан (2006).

## Біографія
Народився у 1936 році у селі Конур Капальського району Талдикорганської області. Походить з племені найман. Рано втратив матір, а його батько у Великій Вітчизняній війні був на фронті, тому хлопчика виховував дід. Після закінчення школи працював робітником у цілинному радгоспі. Почав друкуватися у газетах. З 1959 року — літературний співробітник газети «Комунізм таңы».
У 1963 році закінчив відділення журналістики Казахського державного університету ім. С. Кірова.
У 1962—1972 роках завідував відділом в редакціях газети «Казах адебієті», журналу «Жулдиз», директором Бюро з пропаганди художньої літератури Спілки письменників Казахстану.
У 1971 році закінчив Вищі літературні курси Спілки письменників СРСР у Москві.
У 1972—1977 роках був інструктором і завідувачем сектору відділу культури ЦК Компартії Казахстану.
У 1977 році з Олжасом Сулейменовим був направлений та закінчив курси письменників-міжнародників при Московському інституті літератури імені Горького у Москві.
У 1977—1980 роках працював головним редактором газети «Казах адебієті».
У 1980—1984 роках був секретарем правління Спілки письменників Казахської РСР, у 1984—1986 роках очолював видавництво «Жазушы», у 1988—1991 роках був другим секретарем Спілки письменників Казахської РСР.
Член КПРС, вибрався депутатом Верховної Ради Казахської РСР ХІ скликання (1984—1989).
Останні роки життя Саїн Муратбеков тяжко хворів. Раптова смерть його доньки, інсульт й інші серйозні недуги підірвали його здоров'я.

## Творчість
Відомий як автор повістей й оповідань у напрямі сільської прози, в яких показав непросте життя радянського казахського колгоспу, повсякденні турботи та працю непримітних простих людей — сільської інтелігенції, чабанів, школярів. У центрі його уваги — поведінка людей за обставин, що дозволяють побачити, наскільки правильні їхні прагнення та вчинки; здатність людини визначити «те, заради чого можна жити по-справжньому, важко та самовіддано».
Перша збірка його оповідань «Моя сестричка» вийшла у 1961 році. Потім були книги оповідань і повістей: «Вогні аула» (1964), «Нива» (1967), «Будинок молодих» (1968), «Дика яблуня» (1972) та інші.
Вершиною творчих досягнень Саїна Муратбекова вважається оповідання «Кусен-Кусеке», у якому через долю чабана Кусена письменник зумів показати життя казахського степу, спокійну працелюбність її мешканців, й аскетизм їхнього повсякденного побуту, і розмах свята. Герой оповідання чабан Кусен людина, фронтовик, але все одно — дитя степу, наївний і по-дитячому безпосередній добряк, вирушає до райцентру за зарплатнею — великою сумою, яку він заробив за все літо. Він відсилає частину грошей дітям, але деякі нечисті на руку родичі та «друзі» користуються простотою та чуйністю колгоспника, і в результаті Кусеке витрачає на їхні «потрібні» усі зароблені гроші та повертається додому ні з чим.
Також виділяється повість «Дика яблуня» в якій описується життя аула у воєнні роки через долю собаки Кокінай: до війни у неї «були і будинок, і господар, на ім'я Басен, а сама вона вважалася кращим мисливським собакою в окрузі», але війна руйнує мирне життя — господар йде на фронт. Собака не йде до родичів господаря, знаходить притулок у дикої яблуні та залишається чекати на повернення Басена з війни. Але злі люди вбивають її цуценят, після чого вона зникає, а на мешканців аулу падає прокляття.
Твори письменника перекладалися мовами народів СРСР і зарубіжних країн.

## «Запах полину»
Широку популярність письменнику принесла багато в чому автобіографічна повість «Запах полину» («Жусан іісі») 1976 року, видана у бібліотеці «Дружба народів», яка описує життя у 1942 році хлопчика Аяна, який чекає з війни батька. І попри труднощі часу складає казки для хлопців, так гіркий запах полину стає для дітей символом батьків і братів, які пішли на фронт. Була видана у серії «Бібліотека казахської літератури», затвердженої Вченою радою Інституту літератури та мистецтва ім. М. Ауезова. У 2014 році повість стала книгою, обраною для єдиного прочитання під час республіканської акції «Одна країна — одна книга».

## Екранізація
У 1975 році за мотивами оповідань «Моя сестричка» та «Літня ніч» режисер Сапар Сулейменов зняв короткометражний фільм «Улюблена».
У 1976 році за сценарієм Саїна Муратбекова зняли фільм «Повернення сина».
У 1983 році режисером Сакен Наримбетов на кіностудії «Ленфільм» зняв фільм «Осінні звивисті дороги» за однойменним оповіданням Саїна Муратбекова.

## Нагороди та визнання
- Нагороджений радянським орденом «Знак Пошани» (1981) та казахстанським Орденом «Пошани»;
- Заслужений діяч Казахстану (1997);
- Лауреат літературної премії ім. М. Ауезова (1990);
- Лауреат незалежної премії «Тарлан» (2003) — «За великий внесок у розвиток національної казахської літератури»;
- Лауреат Державної премії Республіки Казахстан (2006) — «За роман „Жабайы алма“»
- У рамках казахстанської акції «Одна країна — одна книга» твором 2014 року було обрано повість Саїна Муратбекова «Запах полину».

## Пам'ять
- У 2017 році на будинку в Алмати, де мешкав Саїн Муратбеков, встановили пам'ятну меморіальну дошку[5].